# Tulare (miasto Prokuplje)
Tulare (cyr. Туларе) – wieś w Serbii, w okręgu toplickim, w mieście Prokuplje. W 2011 roku liczyła 262 mieszkańców.